# 헤르만 프랑크
헤르만 프랑크(독일어: Herman Frank, 1959년 1월 20일 ~ )는 독일의 헤비 메탈 기타리스트로 억셉트과 빅토리에 관한 그의 작품으로 가장 잘 알려져 있다. 2009년에 첫 번째 솔로 음반인 《Loyal to None》를 발매했다. 프랑크는 해저드, 신너, 문독, 사에코, 톰슨, 포이즌 선과 함께 녹음했다. 색슨, 로즈 타투, 크라운 오브 크리에이션, 몰리 해쳇, 구트웜, 그리고 다른 사람들을 위해 일하는 음악 프로듀서이자 엔지니어이다.

## 음악 경력

### 억셉트
헤르만 프랑크는 1982년 음반 《Restless and Wild》가 발매되기 직전에 억셉트에 합류했다. 그는 기타리스트 얀 쿰메트를 대체했는데, 얀 쿰메트는 요르크 피셔에게 고용되었지만 녹음 세션 전에 밴드를 떠났다. 프랑크는 1983년에 다음 (그리고 밴드의 가장 성공적인) 음반 《Balls to the Wall》을 발매한 후에 떠났다.
2005년 억셉트가 페스티벌 출연을 위해 재결합했을 때, 울프 호프만과 함께 그 자리에 있었다. 그는 밴드의 최근 재결합에 참여했고 그들의 2010년 음반인 《Blood of the Nations》, 그리고 후속 음반인 《Stalingrad》 (2012년)와 《Blind Rage》 (2014년)에 참여했다. 2014년 12월 28일, 프랑크는 다시 수락을 떠났다고 발표했다.

## 음반 목록

### 억셉트
- 1982년 – Restless and Wild (크레딧되었지만 음반에서 연주하지 않음)
- 1983년 – Balls to the Wall
- 2010년 – Blood of the Nations
- 2012년 – Stalingrad
- 2014년 – Blind Rage

### 엘리먼트
- 1985년 – Time[2]